# Armentèula
Armentèula (en francès Armenteule) és un municipi francès situat al departament dels Alts Pirineus i a la regió d'Occitània.

## Demografia
| 1962                                       | 1968 | 1975 | 1982 | 1990 | 1999 | 2007 |
| ------------------------------------------ | ---- | ---- | ---- | ---- | ---- | ---- |
| 27                                         | 29   | 36   | 32   | 31   | 29   | 63   |
| Des de 1962: població sense dobles comptes |      |      |      |      |      |      |

## Administració
| Període | Identitat     | Partit        |
| ------- | ------------- | ------------- |
| 2001-   | André Ousteau | Divers gauche |